# Corba algebraica
En geometria algebraica, una corba algebraica és una varietat algebraica de dimensió 1. La teoria d'aquestes corbes en general va quedar bastant desenvolupada al segle xix, després que s'haguessin estudiat molts exemples particulars, començant amb circumferències i altres còniques.

## Corbes algebraiques planes
Una corba algebraica definida sobre un cos F es pot considerar com el lloc geomètric dels punts de Fn determinats per com a mínim n−1 funcions polinòmiques independents de n variables amb coeficients a F, gi (x1, …, xn), on la corba es defineix fent cada gi = 0.
Utilitzant la resultant, es poden eliminar totes les variables tret de dues de i reduir la corba a una corba plana biracionalment equivalent f(x,y) = 0, encara amb coeficients a F, però normalment de grau més alt, i sovint amb singularitats addicionals. Per exemple, eliminant z entre les dues equacions x²+y²−z² = 0 i x+2y+3z−1 = 0, que defineix la intersecció entre un con i un pla en tres dimensions, s'obté la cònica 8x²+5y²−4xy+2x+4y−1 = 0, que en aquest cas és una el·lipse. Si s'elimina z entre 4x²+y²−z² = 1 i z = x², s'obté y² = x4−4x²+1, que és l'equació d'una corba hiperel·líptica.

## Corbes de projectives
Sovint és desitjable considerar que les corbes siguin un lloc geomètric de punts en l'espai projectiu. En el conjunt d'equacions gi = 0, es pot canviar cada xk per xk/x0, i multiplicar per x0n, on n és el grau de gi. D'aquesta manera s'obtenen funcions polinòmiques homogènies, que defineixen la corba corresponent en l'espai projectiu Pn. Per a una corba algebraica plana es té una equació única f(x,y,z) = 0, on f és homogènia; per exemple, la corba de Fermat xn+yn+zn = 0 és una corba projectiva.

## Cossos de funcions algebraics
L'estudi de les corbes algebraiques es pot reduir a l'estudi de corbes algebraiques irreductibles. Fins a l'equivalència biracional, aquestes són categòricament equivalents a cossos de funcions algebraiques. Un cos de funcions algebraiques és un cos de funcions algebraiques d'una variable K definides sobre un cos donat F. Això vol dir que existeix un element x de K que és transcendental sobre F, i tal que K és una extensió algebraica finita de F(x), que és el cos de les funcions racionals amb la indeterminada x sobre F.
Per exemple, en el cos C dels nombres complexos, sobre els quals es pot definir el cos C(x) de les funcions racionals a C. Si y² = x3−x−1, llavors el cos C(x,y) és un cos de funcions el·líptiques. L'element x no està únivocament determinat; el cos també es pot considerar, per exemple, com a extensió de C(y). La corba algebraica que correspon al cos de funcions és simplement el conjunt de punts (x,y) de C² que satisfan y² = x3−x−1.
Si el cos F no és algebraicament tancat, el punt de vista de cossos de funcions és una mica més general que el de considerar el lloc geomètric de punts, ja que inclou, per exemple, "corbes" sense punts. Si el cos base F és el cos R dels nombres reals, llavors x²+y² = −1 defineix un cos d'extensió algebraic de R(x), però la corba corresponent considerada com a lloc geomètric no té cap punt a R. Tanmateix, té punts definits sobre la clausura algebraica de R que és C.

## Corbes complexes i superfícies reals
Una corba algebraica projectiva complexa resideix a l'espai projectiu complex n-dimensional CPn. Aquest té dimensió complexa n, però la dimensió topològica, com a varietat real, 2n, i és compacte, connex, i orientable. Una corba algebraica de la mateixa manera té dimensió dos topològica; en altres paraules, és una superfície. Una corba algebraica de projecció complexa no singular serà llavors una superfície orientable llisa com una varietat real, incrustada en una varietat real compacta de dimensió 2n que és CPn considerada com a varietat real. El gènere topològic d'aquesta superfície, és a dir el nombre de mànecs o forats de dònuts, és el gènere de la corba. Considerant l'estructura analítica complexa induïda en aquesta superfície compacta porta a la teoria de superfícies de Riemann compactes.

## Superfícies de Riemann compactes
Una Superfície de Riemann és una varietat analítica complexa connexa de dimensió complexa, que la fa una varietat real connexa de dues dimensions. És compacte si és compacte com a espai topològic.
Hi ha una equivalència triple de categories entre la categoria de les corbes algebraiques projectives llises sobre els nombres complexos, la categoria de les Superfícies de Riemann compactes, i la categoria de cossos de funcions algebraics complexos, de manera que estudiant aquests temes en certa manera s'està estudiant la mateixa cosa. Això permet fer servir mètodes analítics complexos en geometria algebraica, i mètodes algebraico-geomètrics en l'anàlisi complexa, i que mètodes de teoria de cossos es facin servir en els dos, la qual cosa és característica d'una classe molt més àmplia de problemes que no pas simplement les corbes i les superfícies de Riemann.

## Singularitats
Utilitzant el concepte intrínsec d'espai tangent, els punts P d'una corba algebraica C es classifiquen com llissos o no-singulars, o altrament singulars. Donades n−1 funcions polinòmiques homogènies de n+1 variables, es pot trobar la matriu Jacobiana com la matriu (n−1)×(n+1) de derivades parcials. Si el rang d'aquesta matriu en un punt P de la corba té el valor màxim de n-1, llavors el punt és un punt llis. En particular, si la corba és una corba algebraica projectiva plana, definida per una equació polinòmica homogènia única f(x,y,z) = 0, llavors els punts singulars són precisament els punts P on el rang de la matriu 1×(n+1) és zero, és a dir, on
{\displaystyle {\frac {\partial f}{\partial x}}(P)={\frac {\partial f}{\partial y}}(P)={\frac {\partial f}{\partial z}}(P)=0.}
Ja que f és un polinomi, aquesta definició és purament algebraica i no fa cap suposició sobre la natura del cos F, que en particular no necessita ser el dels nombres reals o complexos. S'hauria de recordar naturalment que (0,0,0) no és un punt de la corba i per això no és un punt singular.
Les singularitats d'una corba no són invariants biracionals. Tanmateix, localitzar i classificar les singularitats d'una corba és una manera de calcular el gènere, que és un invariant biracional. Perquè això funcioni, s'hauria de considerar la corba de projecció i exigir que F fos tancat algebraicament, de manera que es considerin totes les singularitats que pertanyen a la corba.

### Classificació de singularitats

x^{3} = y²

Els punts singulars inclouen punts múltiples on la corba es creua sobre ella mateixa, i també diversos tipus de cúspides, per exemple la que es mostra a la corba amb equació x3 = y² at (0,0).
Una corba C té com a màxim un nombre finit de punts singulars. Si no en té cap, es pot anomenar llisa o no singular. Perquè aquesta definició sigui correcta, s'ha d'utilitzar un cos algebraicament tancat i una corba C en l'espai projectiu (és a dir, completa en el sentit de la geometria algebraica).
El nombre de Milnor de la singularitat és el grau de la funció grad f(x,y)/|grad f(x,y)| en la petita esfera de radi ε, en el sentit topològic del grau d'una funció contínua, on grad f és el gradient del camp vectorial (complex) de f. Està relacionat amb δ i r per la fórmula de Milnor-Jung,
{\displaystyle \mu =2\delta -r+1}
Un altre invariant de singularitat és la multiplicitat m, definia com el màxim enter tal que les derivades de f a de tots els ordres fins a m s'anul·len.
Calcular els invariants delta de totes les singularitats permet determinar el gènere g de la corba; si d és el grau, llavors
{\displaystyle g={\frac {1}{2}}(d-1)(d-2)-\sum _{P}\delta _{P},}
on la suma es calcula sobre tots els punts singulars P del pla projectiu complex.
Les singularitats es poden classificar per la terna [m, δ, r], on m és la multiplicitat, δ és l'invariant delta, i r és el número de bifurcació. En aquests termes, una cúspide ordinària és un punt amb invariants [2,1,1] i un punt doble ordinari és un punt amb invariants [2,1,2]. Un punt n-múltiple ordinari es pot definir com que un que tingui invariants [n, n(n-1)/2, n].

## Exemples de corbes

### Corbes racionals
Una corba racional, també anomenada una corba d'unicursal, és qualsevol corba que és biracionalment equivalent a una línia, de la qual es pot considerar que és una línia projectiva i s'identifica amb el cos de funcions racionals amb una indeterminada F(x). Si F és tancat algebraicament, això és equivalent a una corba del gènere zero; tanmateix el cos R(x,y) amb x²+y² = −1 és un cos de gènere zero que no és un cos de funcions racional.
Concretament, una corba racional de dimensió n sobre F es pot parametritzar (amb l'excepció de punts excepcionals aïllats) per mitjà de n funcions racionals definides en termes d'un únic paràmetre t; eliminant denominadors es pot convertir això en n +1 funcions polinòmiques en l'espai projectiu. Un exemple seria la corba racional normal.
Qualsevol cònica definida sobre F amb un punt racional a F és una corba racional. Es pot parametritzar dibuixant una línia amb pendent t a través del punt racional, i intersecció amb la corba quadràtica plana; això dona un polinomi amb coeficients F-racionals i una arrel F-racional, per això l'altra arrel també és F-racional (és a dir, pertany a F).

x² + xy + y² = 1

Per exemple, considereu l'el·lipse x² + xy + y² = 1, on (-1, 0) és un punt racional. Dibuixant una línia amb pendent t des de (-1,0), y = t(x+1), substituint-la en l'equació de l'el·lipse, factoritzant, i resolent per x, s'obté
{\displaystyle x={\frac {1-t^{2}}{1+t+t^{2}}}.}
Llavors es té que l'equació per a y és
{\displaystyle y=t(x+1)={\frac {t(t+2)}{1+t+t^{2}}}}
que defineix una parametrització racional de l'el·lipse i, per tant, mostra que l'el·lipse és una corba racional. Tots els punts de l'el·lipse venen donats, amb l'excepció de (1,1), que correspon a t = ∞; per això la corba sencera està parametritzada per la recta projectiva real.
Veient parametritzacions racionals amb coeficients racionals projectivament, es poden veure com donant informació teòrica sobre equacions homogènies definides sobre els enters. Per exemple a partir de l'anterior s'obté
{\displaystyle X=1-t^{2},\quad Y=t(t+2),\quad Z=t^{2}+t+1\,\!}
per la qual cosa
{\displaystyle X^{2}+XY+Y^{2}=Z^{2}\,\!}
és cert per enters X, Y i Z si t és un enter. Per això s'obtenen triangles amb costats de llargada nombres enters, com per exemple costats de llargada 3, 7, i 8, on un dels angles és 60°, a partir de relacions com ara 8²−3·8+3² = 7².

### Corbes el·líptiques
Una corba el·líptica es pot definir com qualsevol corba de gènere u amb un punt racional: un model habitual és una corba cúbica no singular, que és suficient per modelar qualsevol corba de gènere u. En aquest model habitualment el punt distingit s'agafa normalment de manera que sigui un punt d'inflexió a l'infinit; això equival a exigir que la corba es pugui escriure en forma Tate-Weierstrass, que en la seva versió projectiva
{\displaystyle y^{2}z+a_{1}xyz+a_{3}yz^{2}=x^{3}+a_{2}x^{2}z+a_{4}xz^{2}+a_{6}z^{3}.\,\!}
Les corbes el·líptiques porten l'estructura d'un grup abelià amb el punt distingit com la identitat de la llei de grup. En un model cúbic pla tres punts sumen zero en el grup si i només si són colineals. Per a una corba el·líptica definia sobre els nombres complexos, el grup és isomorf al grup additiu del pla complex mòdul l'enreixat de períodc de les corresponents funcions el·líptiques.

### Corbes de gènere més gran que u
Corbes de gènere més gran que u difereixen marcadament de les corbes tant racionals com el·líptiques. Tals corbes definides sobre els nombres racionals, pel teorema de Faltings, poden tenir només un nombre finit de punts racionals, i es poden veure com que tenen una estructura de geometria hiperbòlica. Els exemples són les corbes hiperel·líptiques, la corba quàrtica de Klein, i la Corba Fermat xn+yn = zn quan n és més gran que tres.